# Crăciunești (Mureș)
Crăciunești [ˈkrət͡ʃiuneʃtʲ] (veraltet Caracionfalău; ungarisch Nyárádkarácson oder auch Karácsonfalva) ist eine Gemeinde im Kreis Mureș in der Region Siebenbürgen in Rumänien.

## Geographische Lage

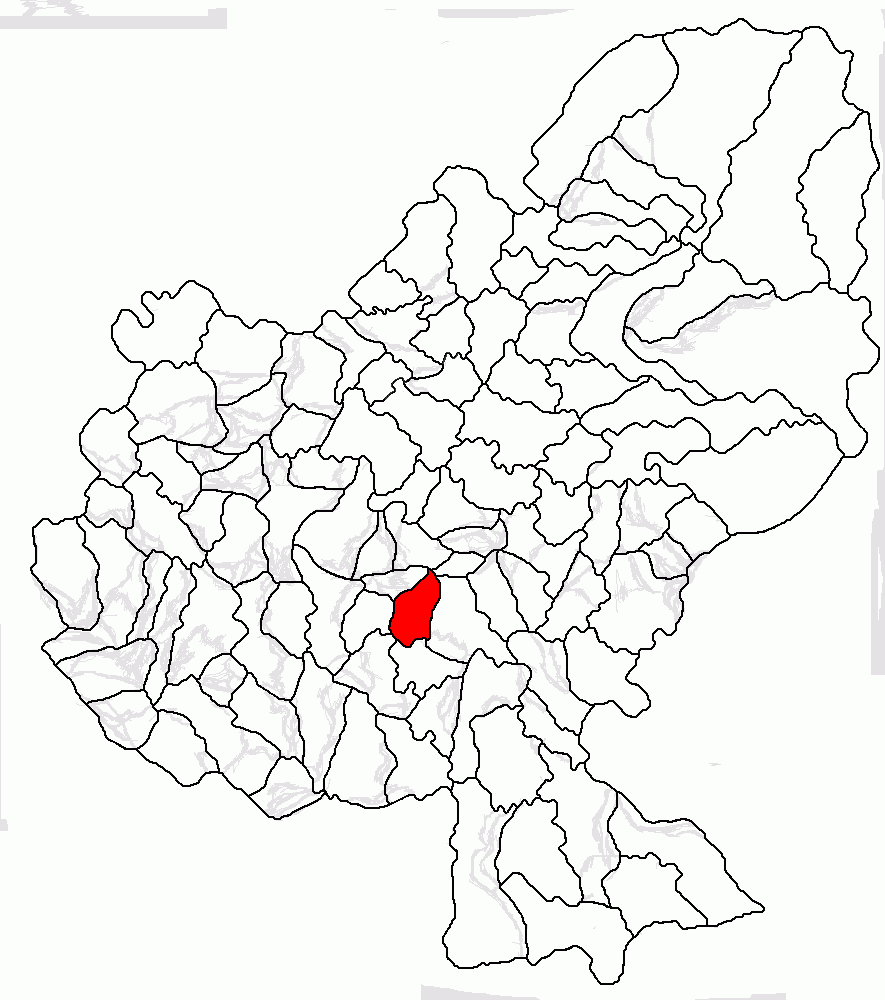
Lage der Gemeinde Crăciunești im Kreis Mureș

Die Gemeinde Crăciunești liegt nördlich des Kokeltals (Podișul Târnavelor) im südlichen Teil des Kreises Mureș im so genannten Țara Morcovilor (Karottenland). Am Niraj, ein linker Nebenfluss des Mureș (Mieresch) und der Kreisstraße (Drum județean) DJ 151D befindet sich der Ort Crăciunești zwölf Kilometer südlich von der Kreishauptstadt Târgu Mureș (Neumarkt am Mieresch) entfernt.
Bis etwa 2010 verkehrte auf dem Areal der Gemeinde eine Schmalspurbahn der ursprünglichen Schmalspurstrecke von Cristești nach Sovata (Szováta).

## Geschichte
Der Ort Crăciunești, von Szekler gegründet, wurde 1444 erstmals urkundlich erwähnt. Im Mittelalter wurde im Ort eine reformierte Kirche; 1762 eine orthodoxe Kirche errichtet. Eine Besiedlung des Ortes geht bis in die Latènezeit zurück. Archäologische Funde wurden auf dem Areal Crăciuneștis in die Jungsteinzeit datiert.
Auf dem Gebiet des eingemeindeten Dorfes Budiu Mic (Hagendorf) ist eine Besiedlung, auf dem Areal von den Einheimischen Teleac (ungarisch Telek) genannt, in der Latènezeit und eine Römerstraße vermerkt. Des Weiteren sind noch keinem Zeitalter Reste einer Burg auf dem Berg Sălașul Tătarilor und Cetatea lui Lucaci zugeordnet. Auch auf dem Areal des eingemeindeten Dorfes Foi (ungarisch Folyfalva), neben dem Bach Pârâul mare, konnten ein Bergwerk und Urnen noch keinem Zeitalter zugeordnet werden.
Im Königreich Ungarn gehörte die heutige Gemeinde dem Stuhlbezirk Maros alsó („Unter-Maros“) im Komitat Maros-Torda, anschließend dem historischen Kreis Mureș und ab 1950 dem heutigen Kreis Mureș an.
In ihrer heutigen Zusammensetzung besteht die Gemeinde Crăciunești seit 1968. Die heutigen Orte Ciba (ungarisch Csiba), Foi und Nicolești (ungarisch Káposztásszentmiklós) sind erst seit 2006 als Dörfer anerkannt.

## Bevölkerung
Die Bevölkerung der Gemeinde Crăciunești entwickelte sich wie folgt:
| 1850 | 3.530 | 666 | 2.760 | - | 104              |
| 1920 | 3.966 | 773 | 2.985 | 3 | 205              |
| 1977 | 4.972 | 340 | 4.032 | 1 | 599              |
| 2002 | 4.348 | 108 | 3.169 | - | 1.071            |
| 2011 | 4.470 | 110 | 2.827 | - | 1.533            |
| 2021 | 4.338 | 220 | 2.792 | - | 1.325 (900 Roma) |

Seit 1850 wurde auf dem Gebiet der heutigen Gemeinde die höchste Einwohnerzahl 1977 registriert. Die höchste Einwohnerzahl der Magyaren (4.542) wurde 1941, die der Roma (1.086) 2011, die der Rumänen wurde 1920 und die der Rumäniendeutschen (15) wurde 1900 ermittelt.

## Sehenswürdigkeiten
- Im Gemeindezentrum die reformierte Kirche (nach unterschiedlichen Angaben) um 1622[9] oder 1661[4] errichtet und die Holzkirche Sf. Arhangheli Mihail și Gavril und deren Glockenturm,[10] im 19. Jahrhundert errichtet, stehen unter Denkmalschutz.[6]
- Im eingemeindeten Dorf Budiu Mic die reformierte Kirche, etwa um 1802 errichtet[11] und der Holzglockenturm der orthodoxen Kirche.[12]
- Im eingemeindeten Dorf Cornești (ungarisch Somosd) die reformierte Kirche,[13] 1797[4] errichtet.
- Im eingemeindeten Dorf Nicolești die Holzkirche Sf. Nicolae,[14] im 18. Jahrhundert errichtet, steht unter Denkmalschutz.[6]

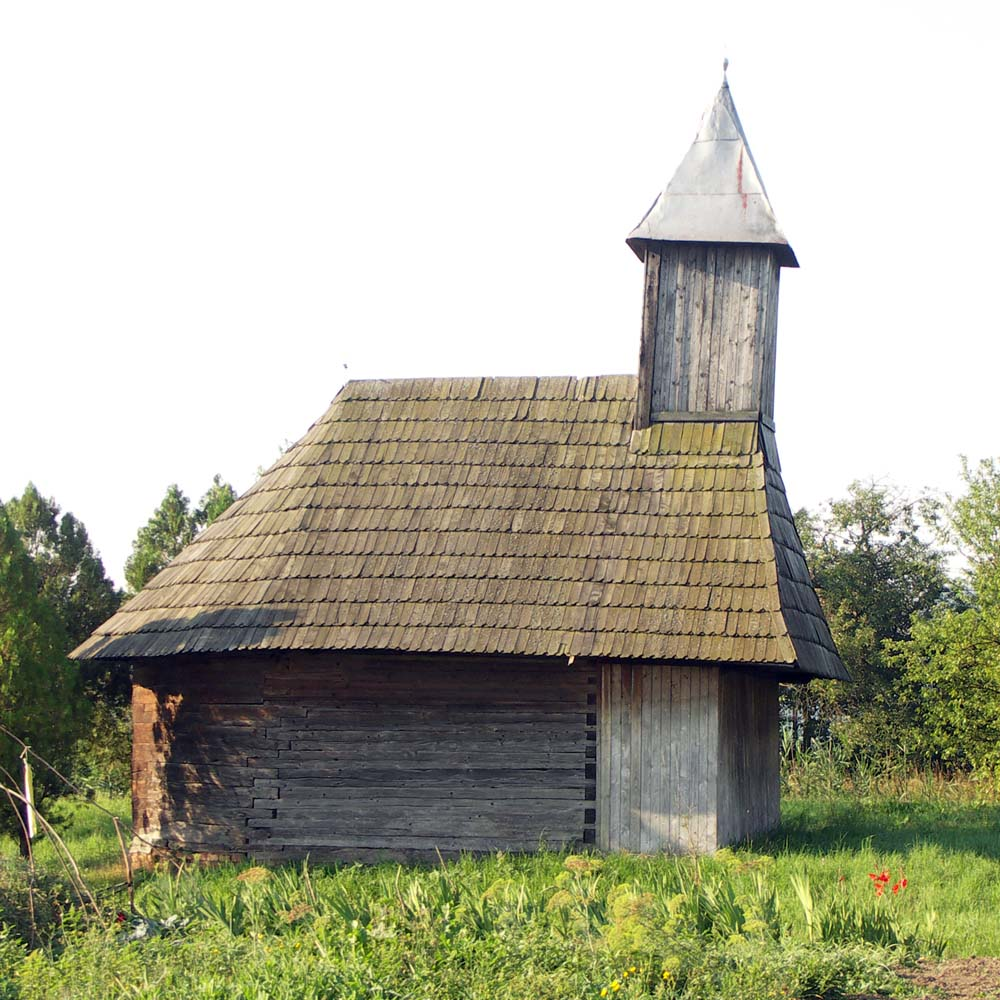
Holzkirche in Nicolești
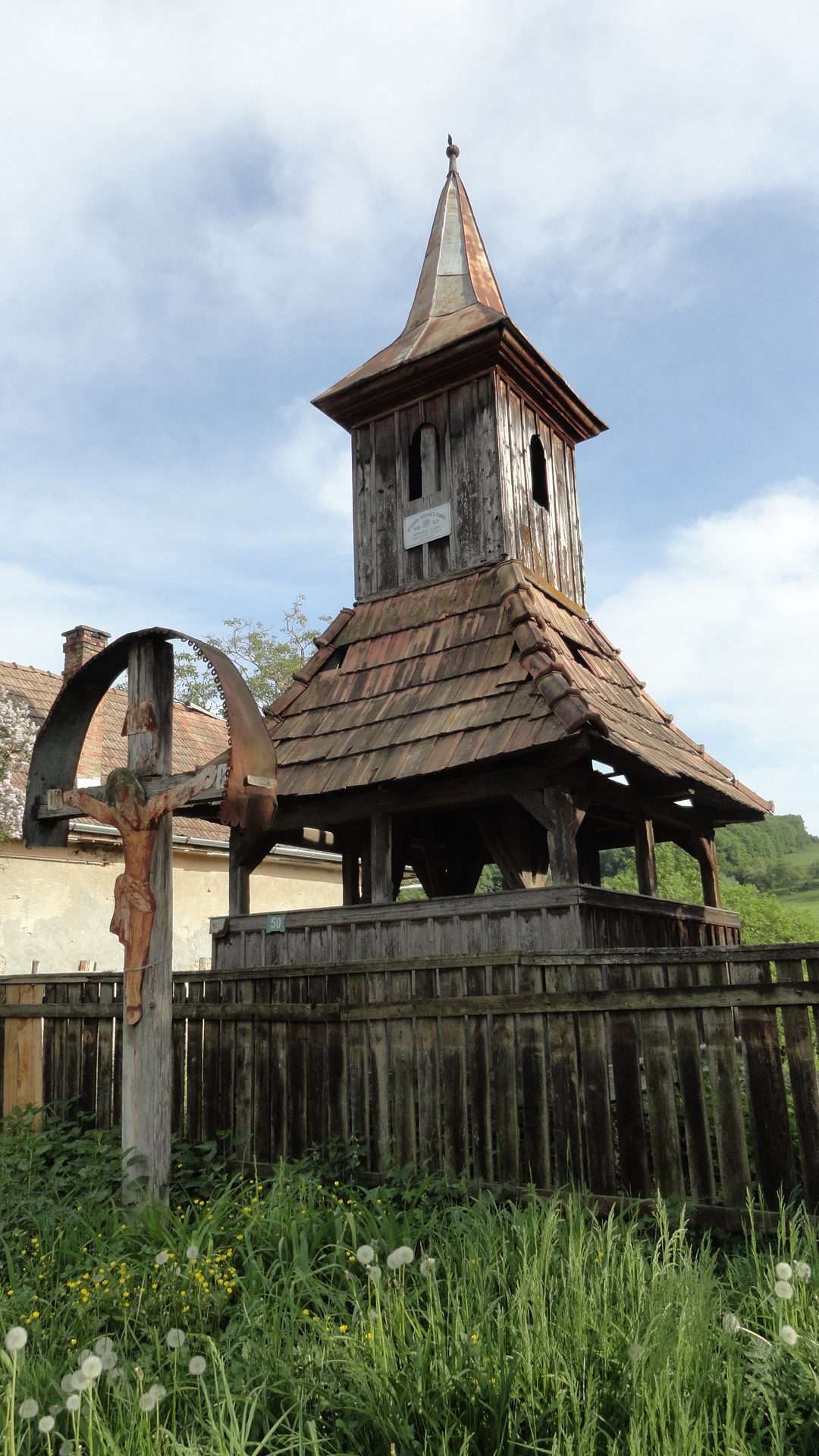
Holzglockenturm in Budiu Mic
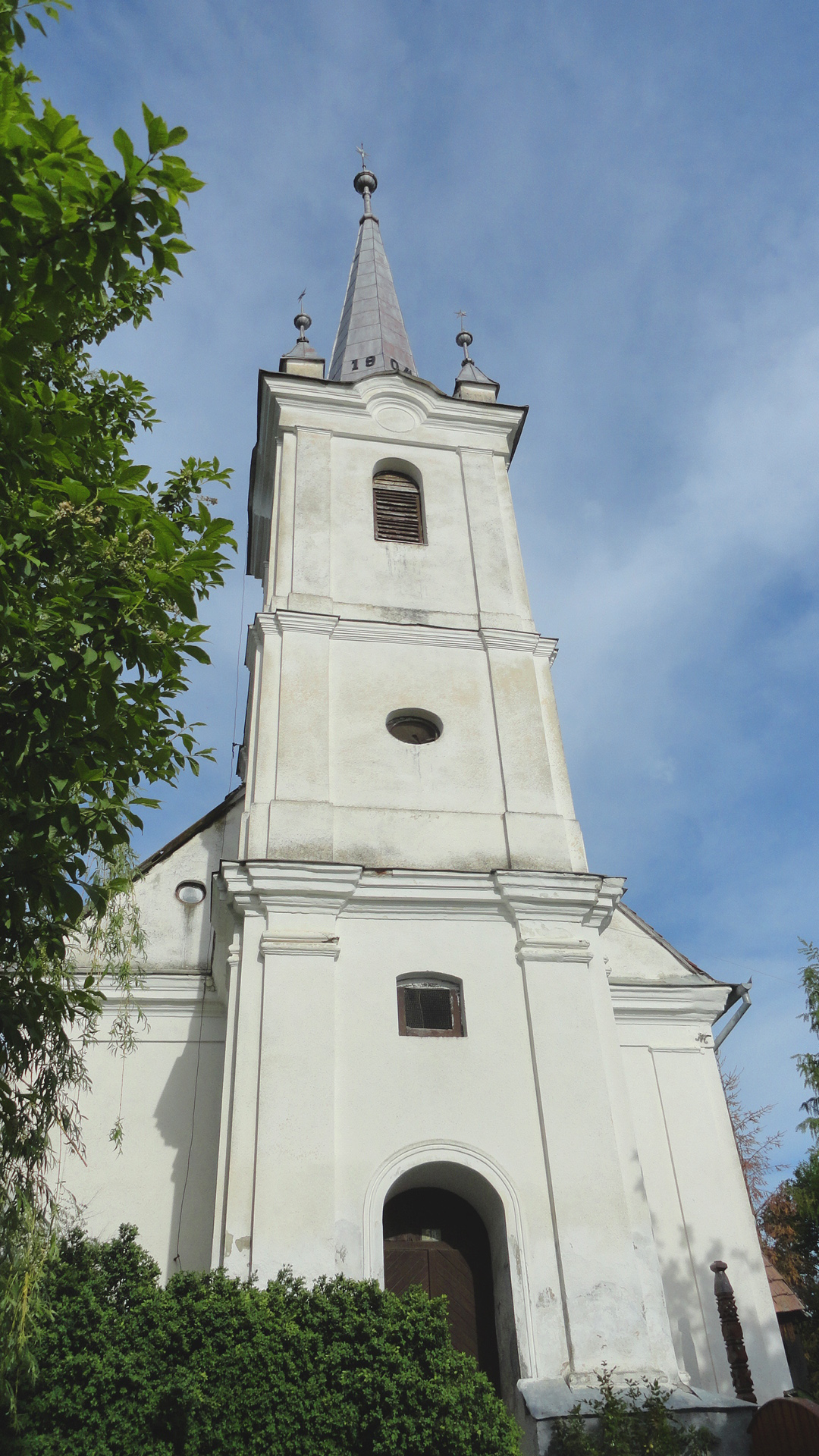
Reformierte Kirche in Budiu Mic

## Städtepartnerschaft
Die Gemeinde Crăciunești pflegt eine Städtepartnerschaft mit der ungarischen Gemeinde Balatonendréd im Kreis Siófok.